# Липп (кафе)

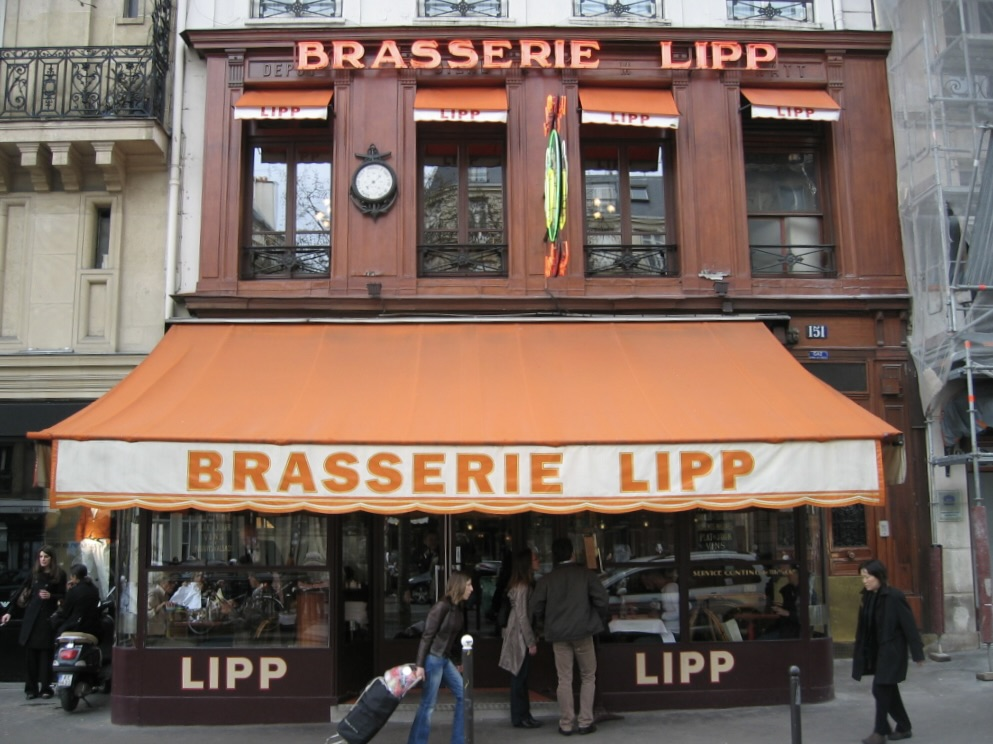

Липп (Lipp) — брассери, расположенная в квартале Сен-Жермен-де-Пре (VI округ Парижа) на бульваре Сен-Жермен, напротив другого знаменитого заведения — Кафе де Флор.
Леонард Липп открыл брассери на бульваре Сен-Жермен 27 октября 1880 года. Будучи эльзасцем, он покинул свою родину, захваченную Пруссией. В разное время брассери посещали Марсель Пруст, Андре Жид, Антуан де Сент-Экзюпери, Пабло Пикассо.
Одним из завсегдатаев кафе был Эрнест Хемингуэй, который здесь писал, посещал его с друзьями и родственниками. В июне 1928 года он советовал своей сестре Марселине Хемингуэй-Сэнфорд побывать там: «Зайди в Brasserie Lipp на бульваре Сен-Жермен (она напротив Cafe des Deux Magots), выпей пива, закажи картофельный салат и шукрут. Лучшее пиво в Париже».
В июле 1920 года директор брассери Марселлин Каз возродил дело, начатое некоторыми поэтами, такими как Поль Верлен и Гийом Аполлинер. В 1935 году он основал литературную премию Каза, вручаемую ежегодно авторам, не отмеченным другими наградами.